# Coelogyne undatialata
Coelogyne undatialata é uma espécie de orquídea epífita, família Orchidaceae, originária de Buru, nas Molucas.